# Kinosternon baurii
La tartaruga del fango striata (Kinosternon baurii (Garman, 1891)) è una specie di tartaruga appartenente alla famiglia dei Kinosternidi, originaria dell'America settentrionale.

## Descrizione
Si tratta di una piccola specie, in cui il carapace raggiunge i 120 mm di lunghezza nelle femmine, mentre i maschi non superano i 110 mm. Il piastrone è dotato di 11 scuti e presenta due cerniere ben sviluppate. Il carapace è liscio, privo di rilievi, e attraversato da tra lunghe fasce lucenti, che possono scurirsi negli esemplari più anziani. Questa tartaruga ha abitudini molto terricole e si sposta frequentemente tra le zone umide e terrestri. La deposizione delle uova avviene tra settembre e giugno. Ogni anno le femmine depongono da tre a più covate, ognuna composta da 1 a 4 uova. L'incubazione dura circa 130 giorni. L'alimentazione è di tipo opportunista e include invertebrati, vegetali e pesci morti. Si tratta di una specie resistente e longeva: alcuni esemplari hanno superato i 50 anni di vita. Alla nascita, i neonati misurano 20–25 mm di lunghezza e pesano 2-4 grammi.

## Distribuzione e habitat
La specie è ampiamente distribuita e comune, dal sud della Georgia fino alla Penisola della Florida. Vive in paludi, stagni e canali di drenaggio, prediligendo ambienti umidi con abbondante vegetazione.

## Conservazione
Almeno a livello locale, è minacciata dall'alterazione delle piccole zone umide. Inoltre, viene catturata per fini terraristici.